# فوفو (كلب)
فو فو (بالتايلندية: ฟูฟู، من 1997-2015) كان كلبا أليفا لماها فاجيرالونغكورن حين كان وليا للعهد في تايلاند. كان الكلب هو المفضل لدى الأمير حيث كان يرافقه في المناسبات الملكية. وفقا للأمير، أشترت ابنته الثانية الأميرة سيريفانافاري ناريراتانا الكلب عندما كان يبلغ من العمر حوالي شهر واحد من سوق تشاتوتشاك (سوق نهاي الأسبوع) في بانكوك، بالإضافة إلى شرائها عددا من الأرانب والفئران البيضاء وكلاب أخرى. كان فوفو «لطيفا جدا، ولكن يبدو ضعيفا جدا»، وبسبب سن ابنته الصغير، تم وضع الكلب في ملجأ للحيوانات الأليفة من قبل البلاط الملكي. كانت تستعرض مهارات فوفو أحيانا، كمشاركته في استعراض تايلاند الكبير للحيوانات الأليفة في ناخون باتوم في ديسمبر 2006، عندما قيل عن الكلب بأنه «أظهر سحرا ونفذ حركات مثيرة.» وفقا لبرقية دبلوماسية أمريكية من عام 2007 نشرت فيما بعد في ويكيليكس، فإن فوفو تمت ترقيته  إلى رتبة فريق أول طيار في سلاح الجو الملكي التايلاندي.
أثار فوفو انتباه الجمهور في عام 2007 عندما ظهر في فيديو مسرب يظهر زوجة ولي العهد الثالثة الأميرة سريراسم وهي تطعم الكلب كعكة عيد ميلاد وهي عارية باستثناء ارتدائها جي سترينغ. الفيديو الذي كان يعتقد أنه قد تم تسريبه من قبل معارضين لولي العهد أثار ضجة كبيرة في تايلاند وأظهر نزاعات خفية في حقه في خلافة ملك تايلاند بوميبول أدولياديج الذي كان مريضا.
بعد أشهر قليلة، حضر السفير الأمريكي رالف بويس حفل عشاء على شرف ولي العهد ظهر فيه الكلب وهو «يرتدي ملابس السهرة الرسمية مع قفازات». وفقا لبرقية من السفير إلى واشنطن نشرت لاحقا في ويكيليكس، «في أثناء أداء الفرقة الموسيقية معزوفتهم الثانية، قفز الكلب على الطاولة وبدأ يلعق من أكواب مياه الضيوف، بما في ذلك كوبي. لفتت تصرفات الفريق أول طيار الغريبة الانتباه الكامل للجمهور، الذي كان يعد أكثر من 600، وما تزال حديث الشارع إلى هذا اليوم.»
توفي فوفو في أوائل عام 2015، وأعقب وفاته أربعة أيام من الطقوس الجنائزية البوذية وتم حرق الكلب. انتشرت صور الجنازة على نطاق واسع على وسائل التواصل الاجتماعي في تايلاند. أظهرت الجنازة قلق التايلانديين مرة أخرى حول الخلافة، وإن كانت الانتقادات غير علنية بسبب قانون العيب في الذات الملكية التي تترتب عليه عقوبال صارمة.